# 내사랑 사쿠라코
《내사랑 사쿠라코 (원제: やまとなでしこ 야마토나데시코[*])》는 2000년에 방송된 일본의 텔레비전 드라마이다. 한국에는 2004년 MBC 드라마넷을 통해 방송됐다.
2003년에는 한국에서 고수, 김희선을 주연으로 한 드라마 《요조숙녀》로 리메이크됐다.

## 출연진
진노 사쿠라코 (마츠시마 나나코) (27→28)
본작의 주인공. 1972년 12월 18일 출생. 도야마(富山)현 출신. 항공회사 '에어드림'에서 근무하는 객실 승무원(Stewardess). 모델급 미모와 큰 키를 가졌지만, 유소년기의 극빈한 생활이 트라우마로 남아 이 세상에서 가장 싫어하는 것이 가난이다. 여자를 행복하게 해주는 것은 돈뿐이라는 생각을 갖고, 허세로 비뚤어진 성격이 되었다. 유일한 무기라고 호언장담하는 젊음과 미모를 살려 갑부 남성과의 신분상승 결혼을 꿈꾸며 객실 승무원이 되었다. 부자 애인이 있지만 더 부자인 사람이 나타나지 않을까 하며 매일 미팅을 한다.
나카하라 오스케 (츠츠미 신이치) (35)
매사추세츠 공과대학교에 유학간 수학자이지만, 아버지가 돌아가시고 가정형편이 어려워지자 일본으로 돌아와 가업인 생선가게 '우오하루'(魚春)를 잇는다. 7년 전 애인인 유코에게 차이고 나서는 연애를 하지 못했지만 사쿠마가 주최한 미팅에서 유코를 닮은 사쿠라코를 만나 한눈에 반해, 자기를 부자 의사라고 속이고 사귀기 시작한다.
나카하라 후지코 (이치게 요시에) (55)
오스케의 어머니.
사쿠마 타메히사 (니시무라 마사히코) (39)
오스케와 대학 동창이다. 의사.
사쿠마 마리코 (모리구치 요코) (33)
사쿠마 타메히사의 아내.
하나부사 레이지 (오시오 마나부) (25)
사쿠마의 후배 인턴의사.
카스야 신이치로 (가케이 도시오) (35)
오스케, 사쿠마와 대학 동창이다. 신용금고에 근무하고 있다. 제복을 좋아한다.
히가시주조 츠카사 (아즈마 미키히사) (30)
사쿠라코의 애인. 아버지는 병원의 원장이다.
시오타 와카바 (야다 아키코) (23)
사쿠라코의 후배 객실 승무원.
오쿠야마 나미 (스도 리사) (24)
사쿠라코의 후배 객실 승무원.
무토 미사오 (이마이 요코) (27)
사쿠라코와 동기 객실 승무원.
이와무라 미노루 (아이지마 가즈유키) (35)
사쿠라코가 근무하는 '에어드림'의 객실 사무장(Chief Purser). 영향력이 약하고 사쿠라코의 매력에 심취해 있다. 항상 사쿠라코나 다른 스튜어디스들을 식사자리에 청하지만, 다들 잘 피해다닌다.
나시모토 야스타케 (하야시 고키) (30)
이와무라의 후배 객실 사무원(Purser). 덜렁거려서 자주 지각이나 실수를 하기 때문에 이와무라한테 혼나고 있다.
특별출연
- 꽃 배달원 (고바야시 스스무) 4화
- 식당 손님 (미야사코 히로유키) 8화

## 주제가
- MISIA 〈EVERYTHING〉